# Tetraconodontinae
A Tetraconodontinae az emlősök (Mammalia) osztályának párosujjú patások (Artiodactyla) rendjébe, ezen belül a disznófélék (Suidae) családjába tartozó egyik fosszilis alcsalád.

## Rendszerezés
Az alcsaládba az alábbi 6 emlősnem tartozik:
- †Conohyus
- †Notochoerus
- †Nyanzachoerus
- †Parachleuastochoerus
- †Sivachoerus
- †Tetraconodon - típusnem[1]